# جيمس سيمبسون
جيمس سيمبسون هو صحفي ونقابي وطباع وسياسي كندي، ولد في 1873 في لانكشر في المملكة المتحدة، وتوفي في 24 سبتمبر 1938 في تورونتو في كندا بسبب حادث مرور. انتخب عمدة تورونتو ‏ (1935 – 1935).